# Richard C. Parsons

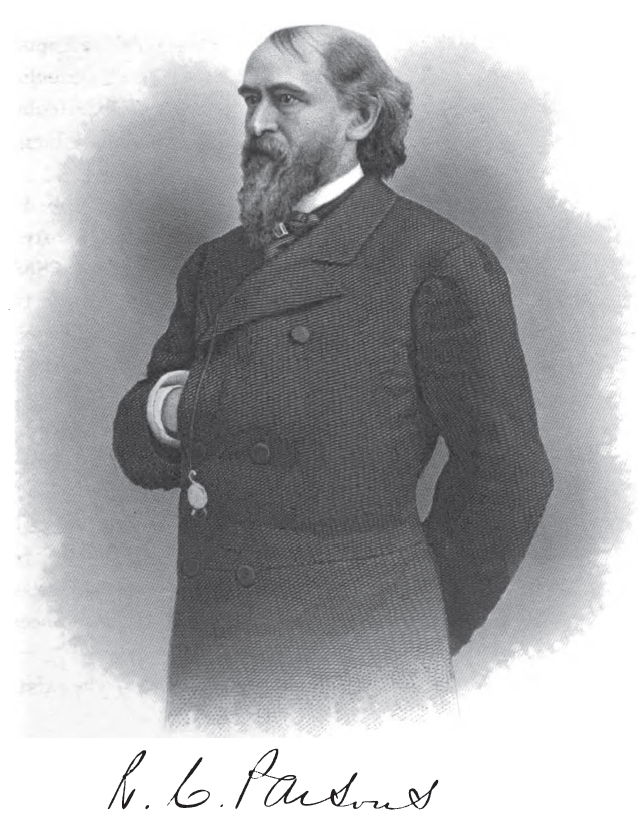
Richard C. Parsons

Richard Chappel Parsons (* 10. Oktober 1826 in New London, Connecticut; † 9. Januar 1899 in Cleveland, Ohio) war ein US-amerikanischer Politiker der Republikanischen Partei. Vom 4. März 1873 bis 3. März 1875 war er Mitglied des Repräsentantenhauses der Vereinigten Staaten für den 20. Kongressdistrikt des Bundesstaates Ohio.

## Biografie
In New London im US-Bundesstaat Connecticut wurde Parsons geboren. 1845 zog er nach Norwalk in Ohio um. Er studierte Jura und wurde 1851 als Rechtsanwalt zugelassen. Er nahm seine Anwaltstätigkeit in Cleveland auf. Rufus P. Spalding, ebenfalls Kongressabgeordneter, wurde sein Partner. 1852 und 1853 war er Mitglied des Stadtrates von Cleveland, 1853 saß er dem Gremium als Präsident vor.
Zwischen 1858 und 1862 war er Mitglied des Repräsentantenhauses von Ohio. Zwischen 1861 und 1862 war er 47. Vorsitzender (engl.: Speaker) des Repräsentantenhauses.
Am 27. März 1862 wurde Parsons zum Konsul in der Gesandtschaft der Vereinigten Staaten in Rio de Janeiro berufen. Bereits am 1. Oktober 1862 trat er von diesem Posten zurück. Daraufhin war er bis 1866 bei der Stadtverwaltung Cleveland beschäftigt. US-Präsident Andrew Johnson wollte ihn zum Gouverneur des Montana-Territoriums sowie zum stellvertretenden Finanzminister berufen, Parsons lehnte jedoch ab. Zwischen 1867 und 1872 arbeitete er als Marshal am Supreme Court.
Parsons kandidierte bei den Kongresswahlen 1872 erfolgreich für die Republikanische Partei im 20. Wahlbezirk von Ohio. Er zog somit ins Repräsentantenhaus nach Washington, D.C. ein. 1874 verlor er seinen Sitz an dem Demokraten Henry B. Payne. Er nahm seine Anwaltstätigkeit in Cleveland wieder auf. 1877 war er Redakteur und Mitinhaber des Cleveland Daily Herald.
1899 starb Parsons in Cleveland. Er wurde auf dem Lake View Cemetery beigesetzt.